# Iris (sommerfugl)
 For alternative betydninger, se Iris. (Se også artikler, som begynder med Iris)
Iris (Apatura iris) er en sommerfugl i takvingefamilien. Den er udbredt i Mellemeuropa fra Frankrig i vest til Rusland i øst. Iris findes desuden hele vejen gennem den tempererede del af Asien til Japan. Sommerfuglen flyver i Danmark i juli og august i frodige løvskove og moser, hvor værtsplanten seljepil er almindelig. Navnet iris skyldes det iriserende farveskær på hannens vinger, når lyset falder i en bestemt vinkel.
Arten blev for første gang videnskabeligt beskrevet af Carl von Linné i 1758.

## Iris i Danmark
Det er en af de flotteste sommerfugle, man kan møde i Danmark. Den er langt fra almindelig, da Danmark ligger på grænsen for dens udbredelse mod nord, men man kan undertiden møde den i skove med forekomst af seljepil og gamle ege. Specielt kan man lokke den til i perioden 20 juli til 15. august med en sur sok, eller lidt gammel ost – irisen tiltrækkes af alskens ulækre og stinkende sager.

## Udseende
Hannen hos irisen er let genkendelig på sit flotte blå skær, der kun ses i bestemte vinkler. Irisen har et vingefang omkring 58–72 mm og er 40–50 mm lang. Den er dermed en af de største dagsommerfugle i Danmark. Hunnen er mørkebrun på undersiden med brede hvide bånd. Hannen har også de hvide tegninger, men har herudover to røde ringe på bagvingerne som udgør øjepletter. Bagsiden af vingerne hos begge køn er smykket med tegninger i rødt, sort, hvidt og gråt. Der findes en tydelig øjeplet på forvingerne.
- Iris
- △ Iris

## Livscyklus
Æggene bliver lagt på oversiden af seljepilens blade. 14 dage senere kommer larven frem. Larven gennemgår flere hudskifter inden vinteren. I foråret vågner larven igen og æder videre til engang i juni, hvor den forpupper sig. 2-3 uger senere kommer den voksne iris frem fra puppen. Da sommerfuglen er så nært knyttet til en enkelt planteart, seljepil, er den temmelig sårbar. Har man opdaget iriser i en skov, er det derfor en god ide at skåne seljepilene der.

## Foderplanter
Seljepil, eg og undtagelsesvis bævreasp.

## Galleri
| Galleri med danske arter i Takvingefamilien |
| --- |
| Egentlige takvinger ↓ - Perlemorsommerfugle ↓ Randøjer ↓ - Monark - Leptidea sinapis - Iris - Apatura iris - Poppelsommerfugl - Limenitis populi - Hvid admiral - Limenitis camilla Egentlige takvinger - Kirsebærtakvinge - Nymphalis polychloros - Østlig takvinge - Nymphalis xanthomelas - Det hvide L - Nymphalis vaualbum - Sørgekåbe - Nymphalis antiopa - Dagpåfugleøje - Aglais io - Admiral - Vanessa atalanta - Tidselsommerfugl - Vanessa cardui - Nældens takvinge - Aglais urticae - Det hvide C - Polygonia c-album - Nældesommerfugl - Araschnia levana Pletvinger - Okkergul pletvinge Melitaea cinxia - Mørk pletvinge Melitaea diamina - Brun pletvinge Mellicta athalia - Askepletvinge Euphydryas maturna - Hedepletvinge Euphydryas aurinia Perlemorsommerfugle - Kejserkåbe Argynnis paphia - Østlig perlemorsommerfugl - Argynnis laodice - Markperlemorsommerfugl Argynnis aglaja - Skovperlemorsommerfugl Argynnis adippe - Klitperlemorsommerfugl - Argynnis niobe - Storplettet perlemorsommerfugl Issoria lathonia - Engperlemorsommerfugl Brenthis ino - Moseperlemorsommerfugl Boloria aquilonaris - Brunlig perlemorsommerfugl Boloria selene - Rødlig perlemorsommerfugl Boloria euphrosyne - Violet perlemorsommerfugl Clossiana dia Randøjer - Galathea Melanargia galathea - Sandrandøje Hipparchia semele - Skovbjergrandøje Erebia ligea - Græsrandøje Maniola jurtina - Engrandøje Aphantopus hyperanthus - Buskrandøje Pyronia tithonus - Moserandøje Coenonympha tullia - Okkergul randøje Coenonympha pamphilus - Perlemorrandøje Coenonympha arcania - Herorandøje Coenonympha hero - Skovrandøje Pararge aegeria - Vejrandøje Lasiommata megera - Skovvejrandøje Lasiommata maera - Bjergvejrandøje Lasiommata petropolitana |